# ТРЭКОЛ «Хаски»
ТРЭКОЛ «Ха́ски» — российский плавающий вездеход на шинах сверхнизкого давления.

## Общие сведения
Машина разработана компанией «ТРЭКОЛ» (г. Люберцы).
Колёсный вездеход спроектирован по формуле 6×6. Оснащен бескамерными шинами низкого давления, конструкцию которых разработали инженеры компании. Это позволяет вездеходу ТРЭКОЛ «Хаски» передвигаться по слабонесущим грунтам, легко преодолевать небольшие водные преграды.
Стандартная вместимость вездехода — 8 человек (возможно увеличение мест до 14), грузоподъемность — до 2 тонн. В отличие от предыдущих моделей ТРЭКОЛ со стеклопластиковыми кузовами, кузов ТРЭКОЛ «Хаски» изготовлен из дюралюминия.
Помимо пассажирской, выпускается грузовая модификация, которая называется «ТРЭКОЛ Хаски пикап».
Снегоболотоход прошёл испытания на полигоне Министерства обороны России.

## Технические характеристики
- Колесная формула — 6х6
- Габаритная длина / ширина / высота, мм — 6880 / 2550 / 3110
- Собственная масса, кг — 4000
- Грузоподъемность на плотных грунтах, кг — 2000
- Грузоподъемность на слабонесущих грунтах и на плаву, кг — 1500
- Емкость топливного бака, л — 210
- Кузов — дюралюминиевый, 3-х дверный
- Количество мест — 8 (до 14)
- Колея, мм — 1845
- Дорожный просвет, мм — 550
- Двигатель — Hyundai D4BH[1]
- Коробка передач — 5-ступенчатая, механическая
- Раздаточная коробка — 2-ступенчатая, межосевой дифференциал с принудительной блокировкой
- Коробка привода заднего ведущего моста — механическая, без межосевого дифференциала
- Рулевое управление — рулевой механизм — интегрального типа со встроенным гидроусилителем и радиатором охлаждения рабочей жидкости, рабочая пара механизма — «винт-шариковая гайка»
- Шины — ТРЭКОЛ — бескамерные, сверхнизкого давления
- Размер шин — 1600х700-635
- Диапазон рабочих давлений в шине, кПа (кг/см2) — 0,15…0,65

## Галерея

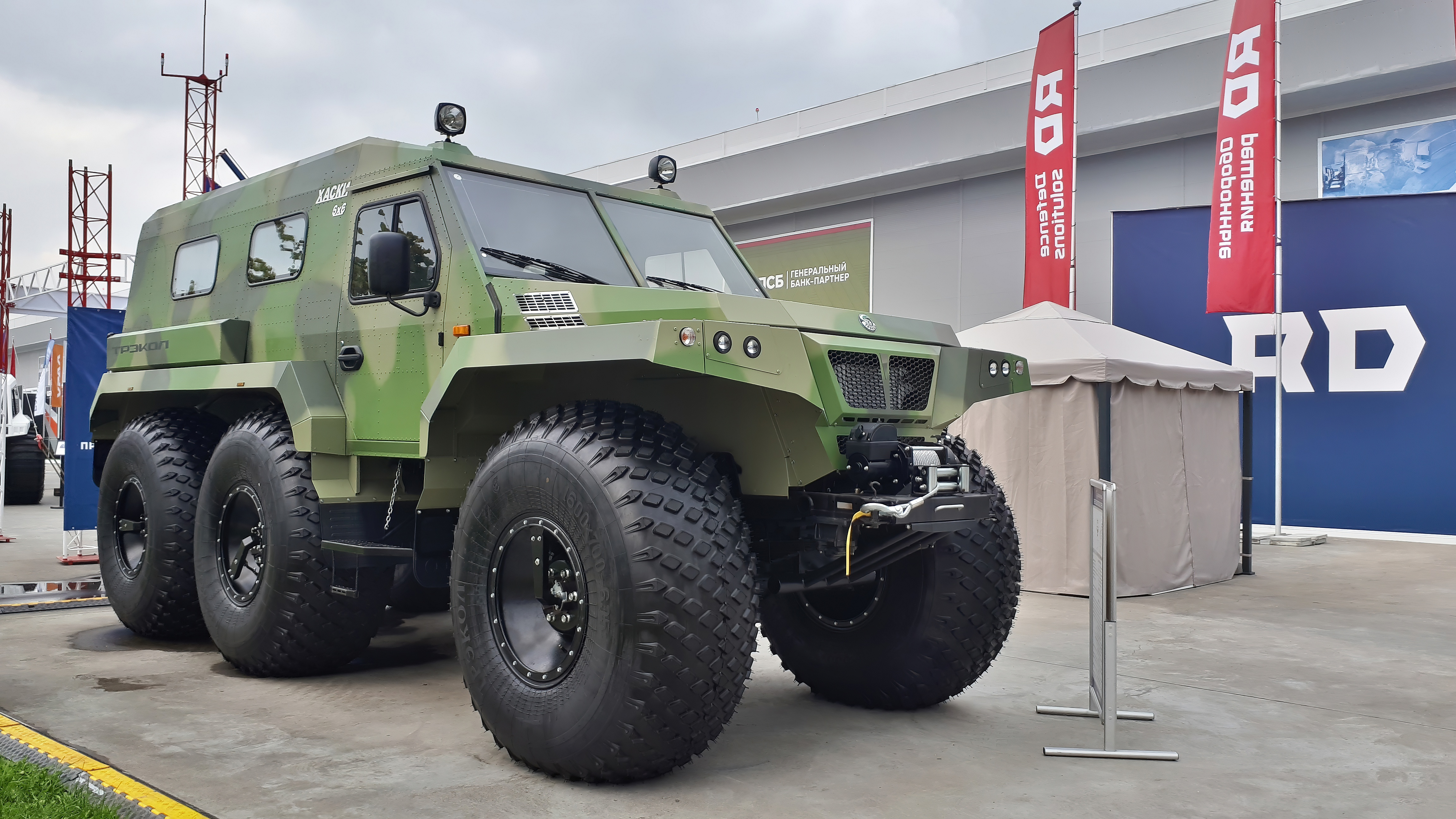
ТРЭКОЛ «Хаски» на выставке «Армия 2021»
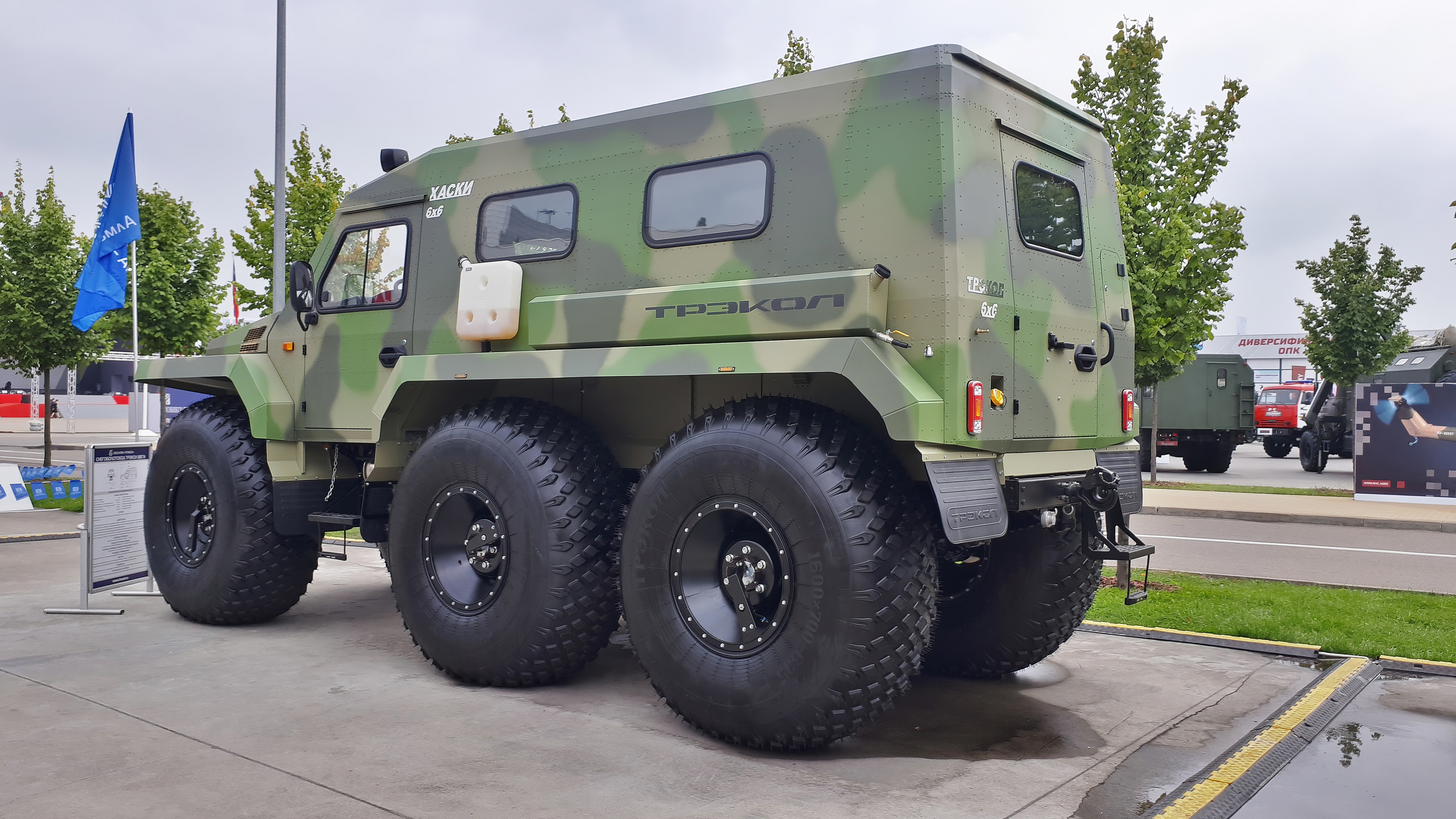